# Mamonas Assassinas: Blá, Blá, Blá - A Biografia Autorizada
Mamonas Assassinas: Blá, Blá, Blá - A Biografia Autorizada é uma biografia do Mamonas Assassinas redigida pelo renomado escritor e jornalista Eduardo Bueno (também conhecido por Peninha) e lançado pela editora "L&PM Editores" em 1996.
O documentário Mamonas, o Doc foi feito baseado neste livro.
Este foi o primeiro livro escrito por Eduardo Bueno, que conta que quando foi convidado por Rick Bonadio para escrever este livro, ele tinha uma postura em relação à banda de "não ouvi e não gostei". Desta forma, ele pegou o trabalho pela grana. Mas, ao escrever o livro, ele se apaixonou pela banda, e até a ouve de vez em quando.

## Enredo
| “ | A história completa dos Mamonas Assassinas, a banda responsável pelo maior fenômeno de vendas da história fonográfica brasileira: mais de 2 milhões de discos vendidos em pouco mais de 4 meses. Um livro emocionante, engraçado e revelador. De como 5 garotos pobres de Guarulhos, arredores da capital paulista, saíram do zero absoluto e em poucos meses se tornaram os recordistas brasileiros de venda de disco e uma verdadeira mania nacional. Pais, mães, irmãos, amigos, namoradas, companheiros de estrada, empresários, enfim, todas as pessoas que foram importantes na vida dos Mamonas Assassinas deram longos depoimentos ao jornalista Eduardo Bueno para a realização deste trabalho. | ” |